# Ringstraße 21 (Bad Salzuflen)
Das Gebäude Ringstraße 21 war mit der Nummer 202 in die Denkmalliste der Stadt Bad Salzuflen im nordrhein-westfälischen Kreis Lippe in Deutschland als Baudenkmal eingetragen.
Die Eintragung erfolgte am 30. September 1991; Grundlage für die Aufnahme in die Denkmalliste ist das Denkmalschutzgesetz Nordrhein-Westfalens (DSchG NRW).
Im Februar 2017 erfolgte die Löschung aus der Denkmalliste.

## Lage
Das Fachwerkhaus steht im Bad Salzufler Ortsteil Wüsten, etwa zwei Kilometer nordwestlich der Wüstener Ortsmitte, am Rande des Salzetals.
Mit der Zusammenlegung von Ober- und Unterwüsten sowie der Eingemeindung Wüstens nach Bad Salzuflen und der Vergabe von (neuen) Straßennamen bekam das Grundstück „Krutheide ?“ die Anschrift „Ringstraße 21“.

## Beschreibung
Bei dem Fachwerkhaus handelt es sich um ein kleines Altenteilerhaus, das als Vierständergerüst mit Durchgangsdeele erbaut wurde. Es ist ein weitgehend komplett überliefertes Beispiel eines bäuerlichen Altenteilwohnhauses. Aufgrund des ruinösen baulichen Zustands des Fachwerkhauses, ist 2017 die Löschung des Objekts aus der Denkmalliste der Stadt Bad Salzuflen erfolgt.